# Сезоненко, Кацпер
Ка́цпер Сезо́ненко (пол. Kacper Sezonienko; 23 марта 2003, Оструда) — польский футболист, нападающий гданьской «Лехии» и молодёжной сборной Польши.

## Клубная карьера
Кацпер Сезоненко начал заниматься футболом в академии родного города Оструда. В июне 2018 года футболист присоединился к гданьской «Лехии». Перед началом сезона 2019/20 нападающий получил приглашение тренерского штаба в первую команду. Но летом 2020 года Сезоненко был отдан в аренду в команду Второй лиги «Бытовия». Уже 23 августа он сыграл первую игру в новой команде в матче Кубка Польши.
Через год Сезоненко вернулся из аренды и 8 августа 2021 года дебютировал в составе «Лехии» в матчах Экстраклассы. В декабре 2021 года футболист подписал с клубом новый контракт до 2025 года.

## Карьера в сборной
С 2020 года Кацпер Сезоненко является игроком юношеских сборных Польши. В 2021 году он получал приглашение в молодёжную сборную Польши, но на поле не выходил.